# Брезе (Германия)
Брезе (нем. Breese) — община в Германии, в земле Бранденбург.
Входит в состав района Пригниц. Подчиняется управлению Бад Вильснак/Вайзен. Население составляет 1560 человек (на 31 декабря 2010 года). Занимает площадь 6,31 км².
Коммуна подразделяется на 2 сельских округа.
| Год  | Население |
| ---- | --------- |
| 2005 | 1671      |
| 2010 | 1594      |